# Nemertesia ciliata
Nemertesia ciliata is een hydroïdpoliep uit de familie Plumulariidae. De poliep komt uit het geslacht Nemertesia. Nemertesia ciliata werd in 1914 voor het eerst wetenschappelijk beschreven door Bale. 